# Hoplocryptus odoriferator
Hoplocryptus odoriferator là một loài tò vò trong họ Ichneumonidae.